# История Хабаровского края
Человек заселил территорию Хабаровского края в эпоху мезолита.
На южном берегу озера Удыль находится ранненеолитическая стоянка громатухинской культуры (Голый Мыс-4), датируемая возрастом 12300—13000 л. н. — ранним дриасом — переходом к аллерёду. Самая ранняя дальневосточная керамика в России является плоскодонной.
В 1970-х годах на дальневосточном поселении на утёсе Гася в месте слияния реки Амур и протоки Малышевской неподалёку от Сикачи-Аляна академиком А. Окладниковым и доктором исторических наук В. Медведевым была выделена древнейшая на Нижнем Амуре неолитическая осиповская культура бродячих охотников (радиоуглеродная дата 12960±120 лет назад). Название осиповская культура получила от селения Осиповка, находившегося некогда у железнодорожного моста через Амур на окраине Хабаровска. Самая древняя керамика на территории России относится к осиповской культуре. По результатам радиоуглеродного датирования её памятники существовали в промежуток времени с 13300 по 7700 л. н. Для поселения на озере Хумми получена дата 13 260 ± 100 л. н. (АА-13392), для поселения Гася — 12 960 ± 120 л. н. (Ле-1781). В результате системного технико-технологического анализа керамики поселений Осиповка 1, Госян и Гася была выявлена преимущественная близость гончарных традиций обитателей поселений Осиповка и Гаси с одной стороны и гончарных традиций населения Госяна и Гаси с другой, что было следствием контактов между носителями разных культурных традиций. Уровень развития местного гончарства относился к протогончарным производствам. В поселениях осиповской культуры XI тысячелетия до н. э. были обнаружены украшения из алевролита, кольцо и диск из нефрита. Судя по липидному составу керамики со стоянок раннего неолита в Нижнем Приамурье (Гася, Хумми, Гончарка 1), она около 12—16 тыс. лет назад использовалась для варки пищи, в основном морской и пресноводной рыбы (более 100 видов местных пород рыб и проходная пород — лосось). Ранняя плоскодонная керамика цилиндрической или усечённо-конической формы ранненеолитических объектов Хоутаомуга (ранненеолитический горизонт) и Шуанта в бассейне реки Нэньцзян (провинция Цзилинь) и стоянок в долине Амура довольно близка и сильно отличается от остродонной и круглодонной посуды Забайкалья, Японского архипелага и Южного Китая.
Непосредственно за древнейшей керамической осиповской культурой следует во времени мариинская культура раннего неолита (VIII—VII тыс. до н. э., стоянки на острове Сучу (раскопы IX и XII) близ села Мариинское, стоянка Петропавловка-Остров).
В V—III тысячелетиях до н. э. на берегах Амура, других реках, на озёрах находились многочисленные неолитические посёлки, которые состояли из больших общинных жилищ—полуземлянок. Наиболее известны поселения в селе Кондон Комсомольского района, в селе Тахта Ульчского района, у села Вознесенского Амурского района, на острове Сучу, что вблизи села Мариинского Ульчского района. «Кондонская Венера», найденная А. П. Окладниковым, датируется возрастом 4500 лет. Неолитические рыболовы Приамурья имели не только сети и невода, но изобрели и древнейшую в мире блесну — на поселении в Кондоне (4520±20 лет назад) найдена желобчатая пластинка из нефрита, один конец которой закруглен, а на другом имеется просверленное отверстие.
В период неолита многие племена жили уже оседло, чему способствовали благоприятные климатические и природные условия.

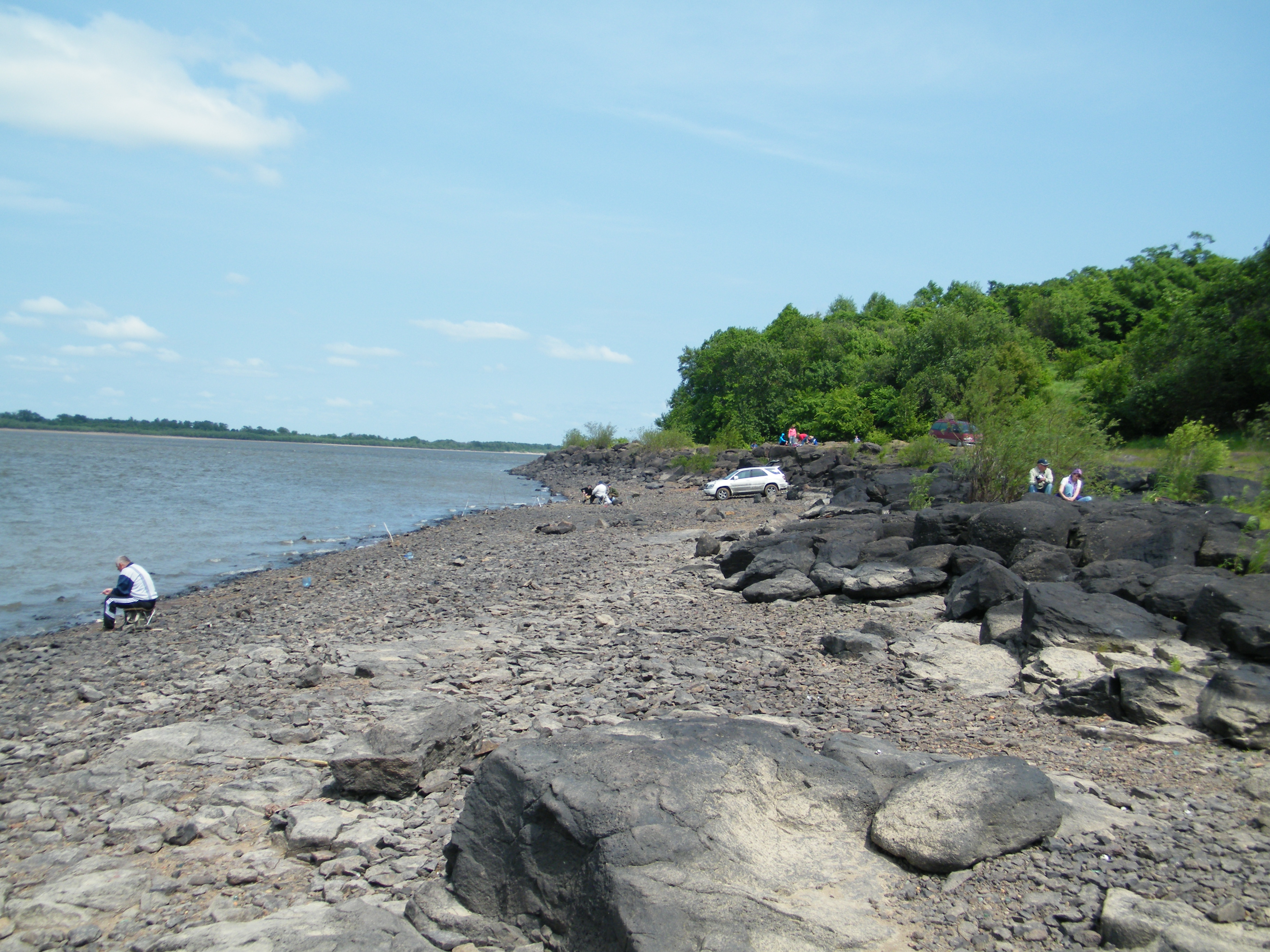
Берег Амура у нижней группы петроглифов Сикачи-Аляна

На правом берегу Амура между сёлами Малышево и Сикачи-Алян находится верхняя группа петроглифов Сикачи-Аляна. Всего найдено около 300 изображений. Хорошо сохранилось 160. На камнях высечены изображения зверей, птиц, змей, лодок, концентрических кругов — всего того, что окружало древних людей. Изображения относятся к эпохе мезолита, неолита, раннего железного века и раннего средневековья. Самый древний петроглиф — это изображение лошади. Самые ранние датируются XII—X тыс. до н. э. Поздние петроглифы выдолблены железными инструментами. Петроглиф в отрогах хребта Джугджур (почти в 200 км от посёлка Нелькан) по предварительной оценке высечен не менее 10 тыс. лет назад.
Неолитические стоянки малышевской культуры датируются VI — второй половиной IV тыс. до н. э. (7,2—5,6 тыс. л. н.). Наиболее изучены многослойные поселения у сёл Вознесенское, Малышево, Шереметьево, Казакевичево, Бычиха, Сикачи-Алян, на амурском острове Сучу, Амурский санаторий.

## Железный век
Первые железные (чугунные) изделия в Хабаровском крае появились в самом начале I тыс. до н. э. В это время в бассейне среднего и Нижнего Амура распространена была урильская археологическая культура (названная так по находкам на острове Урильском на Амуре).
C середины I тысячелетия до н. э. (средний железный век) началось распространение польцевской культуры. Вероятно, прямой наследницей польцевской культуры являлась культура мохэских племён.
С древности на территории Приамурья проживали палеоазиатские, тунгусские, монгольские племена.
В Средние века территория современного Хабаровского края была населена в основном народами тунгусо-маньчжурской языковой группы, а также нивхами. В Китае они были известны под собирательным названием «дикие чжурчжэни».
В XIII—XIV веках монгольские правители Китая неоднократно организовывали экспедиции на нижний Амур, где у нынешнего села Тыр в низовьях Амура (около 100 км выше устья) они в 1263 году основали свою «Ставку маршала восточных походов», и примерно в то же время возвели кумирню.
В XV веке у того же села Тыр несколько экспедиций минской династии под руководством евнуха Ишиха возвели буддийский храм Юннин и установили стелы (так называемые Тырские стелы, ныне хранящиеся в музее во Владивостоке). Однако подчинение местных племен китайским властям было довольно номинальным. После отбытия китайцев и пожара в храме, он не был восстановлен местными жителями.

## Интеграция в состав России
Освоение землепроходцами Русского государства Дальнего Востока начинается в XVII веке.
В 1639 году отряд казаков—землепроходцев во главе с Иваном Москвитиным вышел к берегам Охотского (тогда Ламского) моря.
В устье реки Ульи был поставлен первый острог. В 1647 году Семёном Шелковниковым был основан Охотский острог. Это были первые русские поселения в Хабаровском крае.
До появления русских здесь проживали племена дауров, эвенков, натков, гиляков и другие, всего около 30 тысяч человек.
В 1649 году русский землепроходец Ерофей Павлович Хабаров с отрядом в 70 казаков отправился из Якутска на разведку новых земель. Поднявшись по реке Лене, Е. П. Хабаровым составлен «Чертёж реке Амуру» и отчёт в Москву, в котором он писал: «…Даурская земля будет прибыльнее Лены… и против всей Сибири будет место в том украшено и изобильно…» С тех пор интерес российских государей к Дальнему Востоку не утихал.
Приамурье быстро осваивалось русскими переселенцами. Были основаны новые остроги: Албазинский (1651), Ачанский (1652), Кумарский (1654), Косогорский (1655) и другие, а также крестьянские села: Солдатово, Игнашкино, Покровское, Монастырщина, Андрюшкино и другие.
К началу 1680-х годов в бассейне Амура проживало до 800 мужских душ. Было распахано более тысячи десятин пашни. Собирались хорошие урожаи.
Весь Амур до Татарского пролива и территория к востоку от Аргуни до Большого Хингана вошли в состав российского государства. Открыто крупное месторождение руды.
Были образованы Нерчинский уезд, Албазинское воеводство, ставшие центрами русской деятельности на Амуре.
Однако процесс освоения края был прерван в связи с агрессией Цинской империи. С начала 80-х годов XVII века маньчжуры вступили в открытый конфликт с Русским государством. Военные действия велись в Забайкалье и на Амуре.
Россия не собиралась уступать дальневосточные рубежи. Наряду с героической защитой Албазинa (1685—1686) были предприняты попытки урегулировать вопрос путём переговоров. В Пекин отправилось русское посольство.
Но, не имея возможности перебросить в Приамурье крупные военные силы, Россия была вынуждена подписать навязанный ей Нерчинский договор (1689). Согласно территориальным статьям российские подданные покидали левобережье Амура. Точной границы между двумя государствами установлено не было. Огромный край, успешно осваивавшийся длительное время, превращался в пустынную, никому не принадлежавшую полосу. России удалось лишь отстоять право на Забайкалье и побережье Охотского моря.
В XVIII веке Охотск становится главным тихоокеанским портом страны. Освоение северных берегов Тихого океана, исследования Курильских островов и Сахалинa готовили основы для возвращения Приамурья.
Энергичные шаги по возвращению России Приамурья предпринял Николай Николаевич Муравьёв, назначенный в 1847 году генерал-губернатором Восточной Сибири. Ему принадлежат слова: «Кто будет владеть устьями Амура, тот будет владеть и Сибирью».
При широкой поддержке Муравьёва был разрешён запутанный вопрос о судоходности устья и лимана Амура и об островном положении Сахалина.
Выдающуюся роль в разгадке этой географической задачи сыграл Геннадий Иванович Невельской. В 1850 году он поднял российский флаг в устье Амура и основал Николаевский военный пост (ныне город Николаевск-на-Амуре), ставший с 1855 года главной морской базой страны на Тихом океане.
В 1854—1856 годах были проведены сплавы войск и казаков по Амуру. Это позволило поставить новые посты, станицы, селения: Мариинское, Успенское, Богородское, Иркутское и другие. Число русского населения в крае заметно увеличивалось.

В 1858 году был подписан Айгунский, а в 1860 году Пекинский договор, окончательно решив пограничный вопрос. 

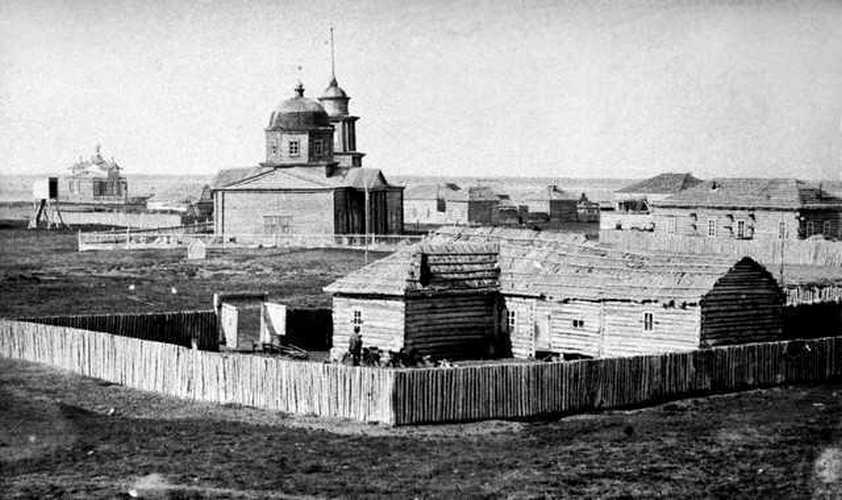
Охотск. Фото ок. 1912 года

В 1858 году были заложены Хабаровск, Софийск, Иннокентьевка, Корсаково, Казакевичево и другие опорные пункты.
С 1858 по 1860 год на Амур было переселено более трёх тысяч человек. Ими были поставлены сёла Воронежское, Вятское, Троицкое, Пермское, Тамбовское и другие.
Среди первых переселенцев было много раскольников-старообрядцев. К началу 1830-х годов XIX века примерно половина населения Приамурья состояла из старообрядцев.
В 1856 году была образована Приморская область. В 1858 году она включала в себя 6 округов: Охотский, Николаевский, Софийский, Петропавловский, Гижигинский, Удский. В 1860 году в составе Приморской области был образован Южно-Уссурийский край.
В 1884 году было образовано Приамурское генерал-губернаторство в составе Забайкальской, Амурской и Приморской областей с центром в городе Хабаровске. Это деление сохранилось до конца XIX века.
До конца XIX века заселения Приамурья шло медленными темпами. Ситуация стала меняться к началу XX века.
В 1900 году открывается движение по Забайкальской железной дороге, а в 1902 году по Китайско-Восточной, ускорив приток в край переселенцев.
Война с Японией 1904—1905 годов нарушила переселенческие планы. С января 1904 года по март 1906 года не только Приамурье, но и вся Восточная Сибирь были закрыты для переселения.
Но в 1906—1907 годах начинается мощный приток новосёлов. С 1900 по 1913 годах в Приамурский край прибыло около 300 тысяч крестьян из других частей страны.
Особенностью заселения края являлось то, что значительная часть переселенцев оседала в городах. По данным Всероссийской переписи населения 1897 года в Европейской части страны горожане составляли 12,8 %, в Амурской области — 27,3 %, в Приморской — 22,7 %.
К 1915 году на карте Приморской области было более шести тысяч населённых пунктов. В них проживало 316 300 человек, из них 43 500 человек — в Хабаровском уезде.
На территории, относящейся к современному Хабаровскому краю находились три города: Хабаровск, Николаевск-на-Амуре и Охотск.
События 1917 года вызвали неоднозначную оценку различных слоев дальневосточников. Решительные действия Советов вызвали одобрение одних и неприятие других. Раскол общества на «красных» и «белых» не миновал край. Гражданская война, отягощенная вмешательством интервентов, привела к огромным людским жертвам и тяжелейшей экономической катастрофе.
Для предотвращения военного столкновения Советской России с Японией и решения задачи мирной ликвидации интервенции на территории Забайкалья, Амурской и Приморской областей 6 апреля 1920 года была создана Дальневосточная республика (ДВР). Не сумев дипломатическим путём подчинить ДВР своему влиянию, Япония в 1921 году предприняла шаги по активизации боевых действий белых войск. Действия Народной Революционной Армии Дальневосточная республика, поддержанные красными партизанскими отрядами, привели к победе в Волочаевской операции и освобождению Хабаровска, взятию Спасска, вступлению во Владивосток. 15 ноября 1922 года ДВР была преобразована в Дальневосточную область РСФСР, при этом порт Аян и восточные территории Якутии отошли к территории ДВО. В декабре 1923 года в Хабаровск из Читы был перенесён её административный центр области.
В 1924—1925 годах произошло Тунгусское восстание аяно-нельканских, охотско-аянских и маймаканских тунгусов и якутов.
Восстановление довоенного уровня народного хозяйства завершилось к 1926 году. А 4 января 1926 года Дальневосточная область была упразднена и преобразована в Дальневосточный край.
Новое обострение международной обстановки на дальневосточных границах страны потребовало укрепления обороноспособности края. В результате чего развернулись процессы реорганизации промышленности, транспорта, сельского хозяйства. Открылись новые учебные заведения. Строились новые города — Комсомольск-на-Амуре, Биробиджан. Открывались заводы и фабрики, развивалась транспортная сеть. С 1933 года в Хабаровске начали принимать радиопередачи из Москвы, а в 1936 году завершена была прокладка телефонной линии Москва — Дальний Восток. Продолжалось переселение в край из центральных районов страны. К 1939 году население Дальневосточного края увеличилось до 2,5 млн человек.
20 октября 1938 года Указом Президиума Верховного Совета СССР Дальневосточный край был разделён на Хабаровский и Приморский. Хабаровский край состоял из Хабаровской, Амурской, Нижнеамурской, Сахалинской, Камчатской (с Корякским и Чукотским национальными округами) областей, Еврейской АО и трёх северных районов, непосредственно подчинённых крайисполкому. 31 мая 1939 года Верховный Совет СССР утвердил создание края.
В 1939 году была ликвидирована Хабаровская область, а на севере Хабаровского края был образован Колымский округ, ликвидированный в том же году.
В 1947—1948 годах из состава Хабаровского края были выделены Сахалинская и Амурская области.
15 сентября 1948 года Президиум Верховного Совета РСФСР постановил «Передать город Советская Гавань вместе с пригородной зоной из Приморского края в Хабаровский край»
В 1953 году была образована и вышла из состава Хабаровского края Магаданская область, в подчинение которой из состава Камчатской области был передан Чукотский национальный округ.
В 1956 году самостоятельной стала Камчатская область (с Корякским национальным округом) и была упразднена Нижнеамурская область, а её районы (Кербинский, Нижнеамурский, Ульчский, Аяно-Майский, Охотский и Тугуро-Чумиканский, Тахтинский) подчинены непосредственно Хабаровскому краю.
В 1991 году из состава Хабаровского края вышла Еврейская автономная область.Остров Тарабаров и половина острова Большой Уссурийский
В 2004 году в ходе визита в Китай В. В. Путин принял окончательное решение о передаче китайцам острова Тарабаров и половины острова Большой Уссурийский на реке Аргунь.